# Râul Slăveni
Râul Slăveni este un curs de apă afluent al râului Spaia.

## Hărți
- Harta județului Timiș